# Aphaereta mosselensis
Aphaereta mosselensis (лат.) — вид очень мелких наездников-браконид рода Aphaereta из подсемейства Alysiinae (Braconidae). Южная Африка (ЮАР, Cape province, Mossel Bay).

## Описание
Мелкие наездники-бракониды, длина тела 1,9—2,0 мм, длина переднего крыла 2,5—2,6 мм. Усики 15-16-члениковые. Бёдра задней пары ног в 5,0 раза длиннее своей максимальной ширины. Основная окраска коричневая, скапус, ноги и яйцеклад светло-коричневые. Мандибулы простые, с 3 зубчиками, вентральный и диагональные кили жвал хорошо развиты; птеростигма переднего крыла узкая; RS+M в переднем крыле отсутствует; 2RS короче, чем 3RSa; первая субдискальная ячейка открытая.

## Систематика
Вид был описан в 2015 году по материалам из ЮАР швейцарским энтомологом Франциско Хавьером Перисом-Фелипо (Francisco Javier Peris-Felipo; Базель, Швейцария). Относят к подсемейству Alysiinae. Видовое название дано по месту обнаружения в 1921 году типовой серии (Mossel Bay).